# Доколумбовы культуры Патагонии

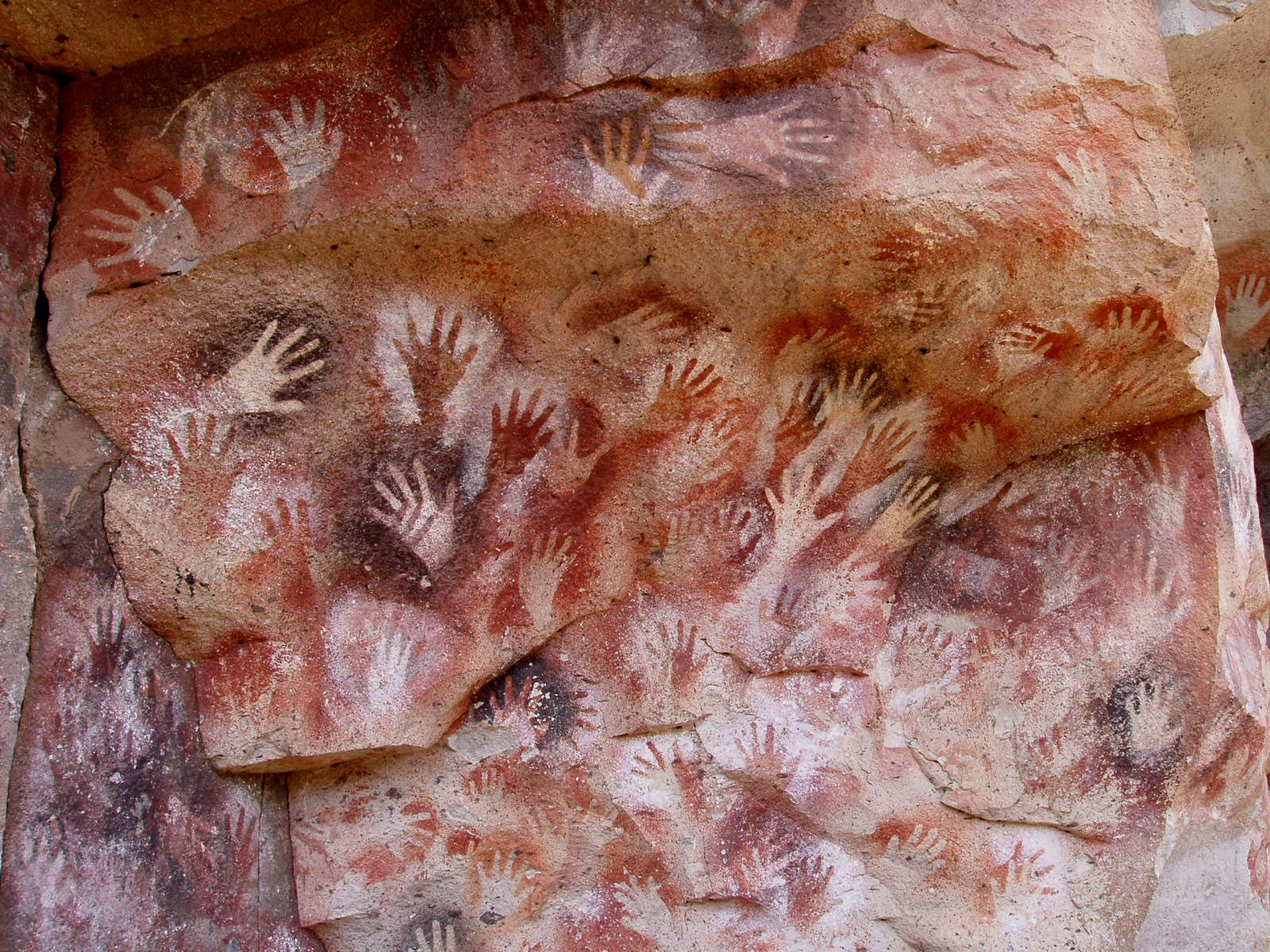
Пещера рук, Рио-Пинтурас, провинция Санта-Крус, Аргентина, около 7300 л. до н. э. Древнейший памятник искусства Южной Америки

Первые люди на территории будущей Аргентины, по-видимому, появились на крайнем юге Патагонии, куда они пришли с территории современной Чили.

## Первые люди на территории Аргентины
Наиболее раннее присутствие людей обнаружено в Пьедра-Мусео (es:Piedra Museo) в провинции Санта-Крус и датируется 11 тыс. до н. э. Вместе с археологическими находками в Монте-Верде (Чили) и Лагоа-Санта (Бразилия) они являются наиболее древними местами проживания людей в Южной Америке и являются свидетельствами теории раннего заселения Америки, то есть до возникновения культуры Кловис.
Пещера Куэва-де-лас-Манос (Пещера рук) на юге Аргентины известна благодаря археологическим и палеонтологическим находкам, сделанным в ней, прежде всего это настенные рисунки и негативные изображения человеческих рук, возраст которых составляет 13000—9500 лет.
Ещё одно место с находками, которые датируются примерно 10,5 тыс. лет до н. э., обнаружено в Лос-Тольдос в провинции Санта-Крус.
Указанные первые обитатели аргентинской территории занимались охотой на ныне исчезнувших милодонов и гиппидионов, а также на гуанако, лам и нанду. На ранних рисунках из Пещеры рук, датируемых около 7300 г. до н. э., изображены гуанако.
Около 9 тыс. до н. э. началось заселение Южноамериканской пампы, а область северо-востока современной Аргентины начали заселять около 7 тыс. до н. э.

## Культурные зоны
Аборигены Аргентины делились на две крупные группы: 1) охотники-собиратели, которые обитали в Патагонии, в Пампе и в регионе Чако; и 2) земледельцы, которые жили на северо-востоке, в Куйо, Сьерра-де-Кордоба и, позднее, в Аргентинской Месопотамии.

### Андские культуры

#### Андские культурыКуйо
- - Докерамический период: жилище пещерного типа Агуа-де-ла-Куэва на высоте 2900 м над уровнем моря в предгорьях Анд датируется от 8900 до 8300 до н. э. В «пещере индейца» (Cueva del Indio) в Ринкон-дель-Атуэль, по-видимому, начиная с 3 в. до н. э. охотники и собиратели начали практиковать сельское хозяйство, поскольку с этого времени обнаруживаются останки фасоли, зёрна кукурузы и тыквы[3].
  - Ансильта (культура) — одна из первых культур, где существовало примитивное сельское хозяйство на территории современной Аргентины (провинции Мендоса, Сан-Хуан, и Сан-Луис). Удивительная и загадочная культура Ансильта существовала дольше, чем какая-либо иная культура Аргентины — более 2000 лет, начиная с примерно 1800 г. до н. э. и по начало 6 в. н. э. Вероятно, данная культура является предком народов уарпе (es:Huarpe).

#### Андские культуры северо-востока

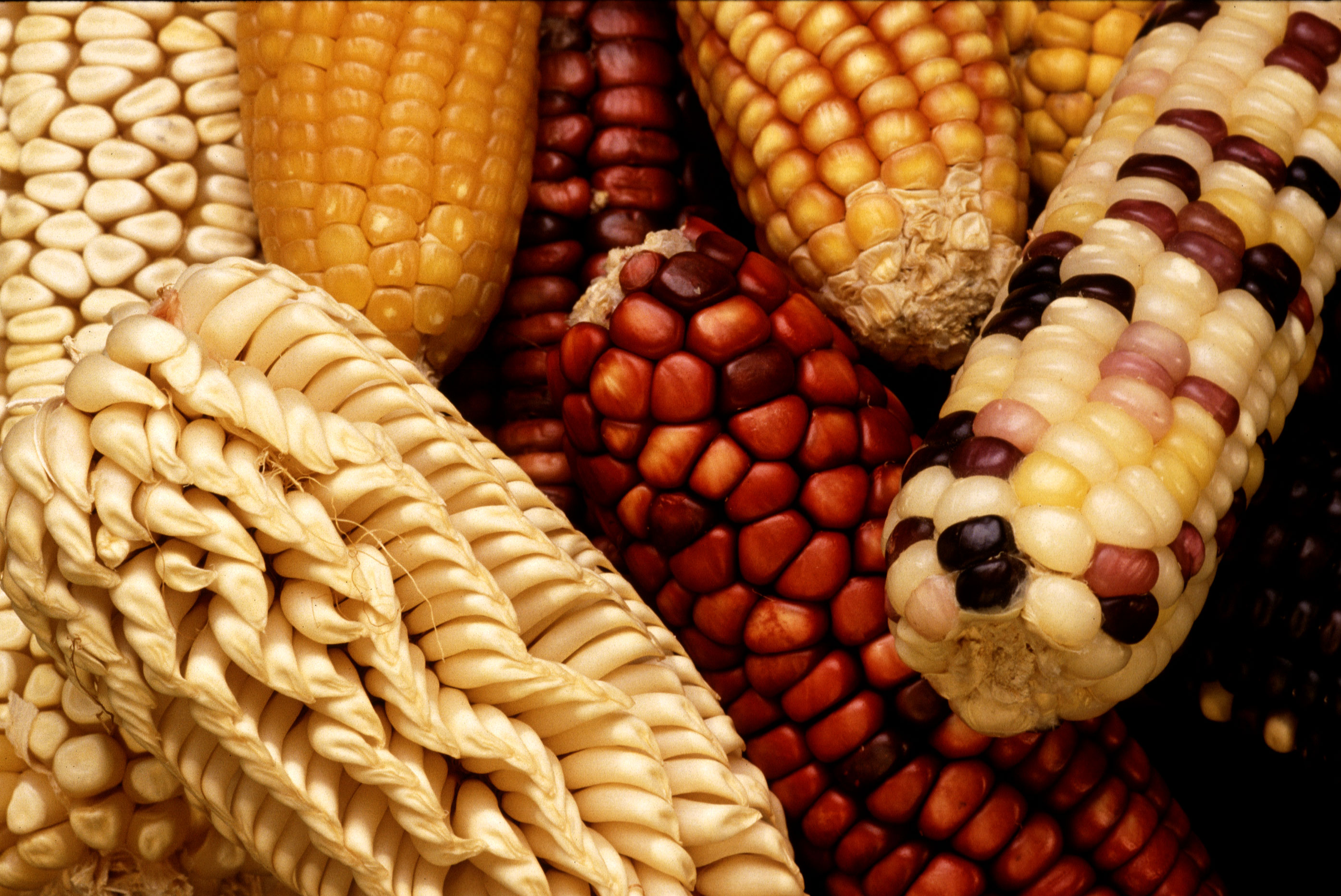
Кукуруза, возникшая в Месоамерике, позднее распространилась в Андах

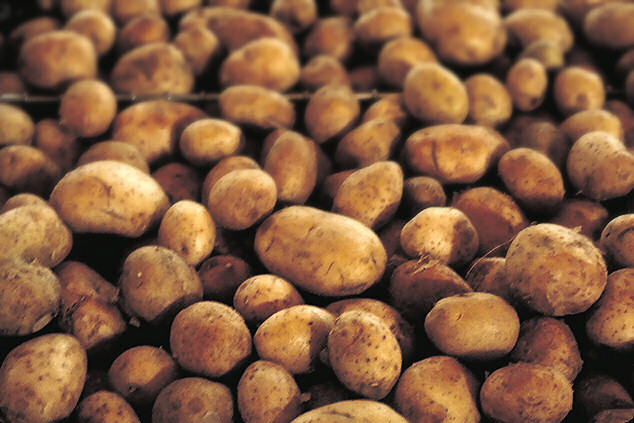
Картофель, освоенный южноамериканскими культурами

Согласно классификации Рекс-Гонсалеса (Rex González, 1962), доинкские культуры агрокерамического периода в этой зоне можно разделить на 3 хронологических периода:

##### Ранний период
Включает культуры, существовавшие в период между первыми поселениями и до 650 года н. э., основными из которых являются:
- - Культура Кондоруаси. Возникла около 200 года до н. э. на территории современной провинции Катамарка. Представители культуры занимались выпасом ламы, сельское хозяйство играло лишь вспомогательную роль.
  - Культура Сьенага (1-600).
  - Культура Тафи
  - Культура Ла-Канделария: существовала в период 200—1000 гг. н. э. на центральной и южной андской территории провинции Сальта, а также в центре и на севере провинции Тукуман.
  - Культура Аламито: существовала в период с 400 года до н. э. по 650 г. н. э. в зоне del campo de Pucará, en la provincia de Catamarca. Испытала значительное влияние культуры Кондоруаси. Trabajaron admirablemente la piedra, creando las obras llamadas «Suplicantes» tomando como modelo la figura humana, de absoluta originalidad.
  - Культура Лас-Мерседес: существовала в период с 400 года до н. э. по 700 год н. э. на возвышенностях Сумампа и Гуасайян в провинции Сантьяго-дель-Эстеро.
  - Культура Сан-Франциско: наиболее древние группы поселений людей, занимавшихся сельским хозяйством и изготовлением керамики на северо-западе Аргентины. Существовала в период с 600 года до н. э. по начало новой эры на восточных долинах Жужуя.

##### Средний период

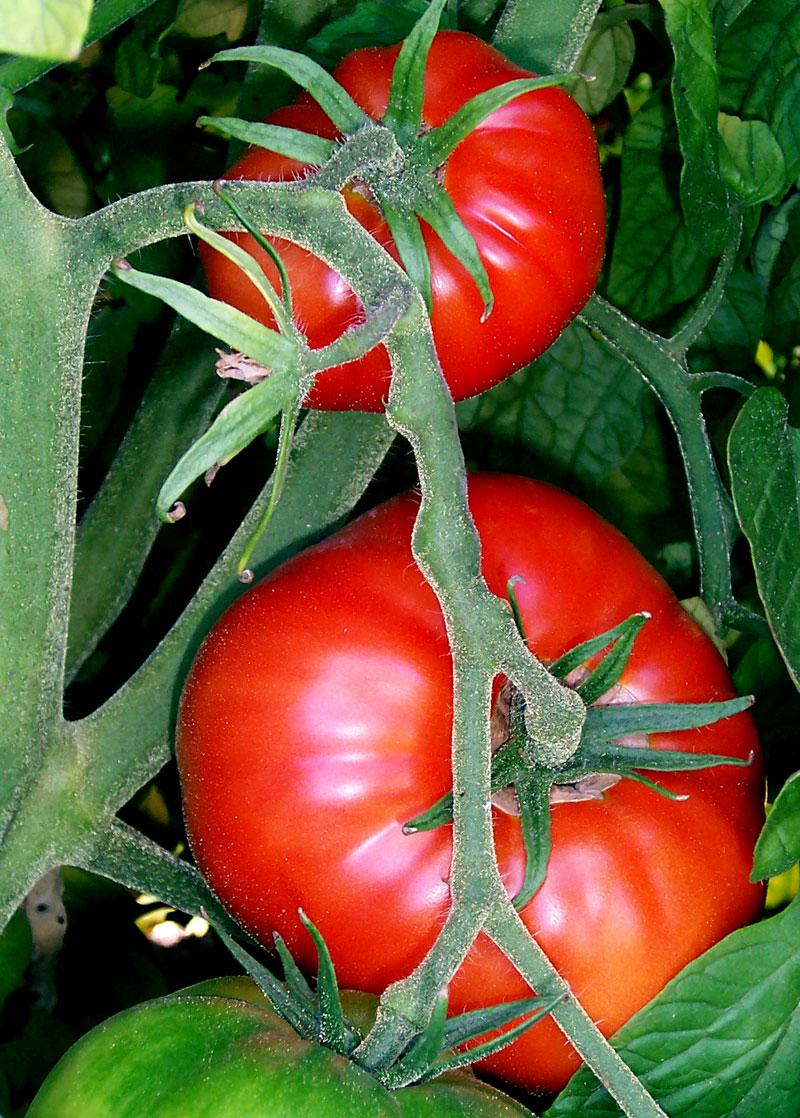
Томат начали культивировать южноамериканские (андские) культуры

Средний период включает культуры, существовавшие с 650 по 850 годы новой эры:
- - Культура Агуада (Ла-Агуада).

- - Культура Сунчитуйок:  Возможно, является продолжением культуры Лас-Мерседес.

##### Поздний период
Comprende las culturas desde el año 850 hasta la llegada de los incas en el 1450, son las siguientes:
- - Культура Санта-Мария (1200—1470):
  - Культура Белен:
  - Культура Умауака:
  - Культура Санагаста или Ангуаласто:
  - Культура Авериас: [4]

Инкское вторжение (1400—1520). 
Независимые андские культуры (1400—1520): f
Высокогорные святилища инков. U
Город-государство Тастиль. Тастиль считается крупнейшим доколумбовым городом на территории современной Аргентины. Его населяли около 3 тыс. человек, относившиеся к народу атакаменьо. Считается (Cigliano, 1977), что государство Тастиль владело рядом колоний-факторий на территории современных городов Сальта и Жужуй. Тастиль неожиданно обезлюдел в конце XIV века, по-видимому, в результате вторжения Империи инков.

### Культуры Аргентинской Месопотамии

#### Гуарани

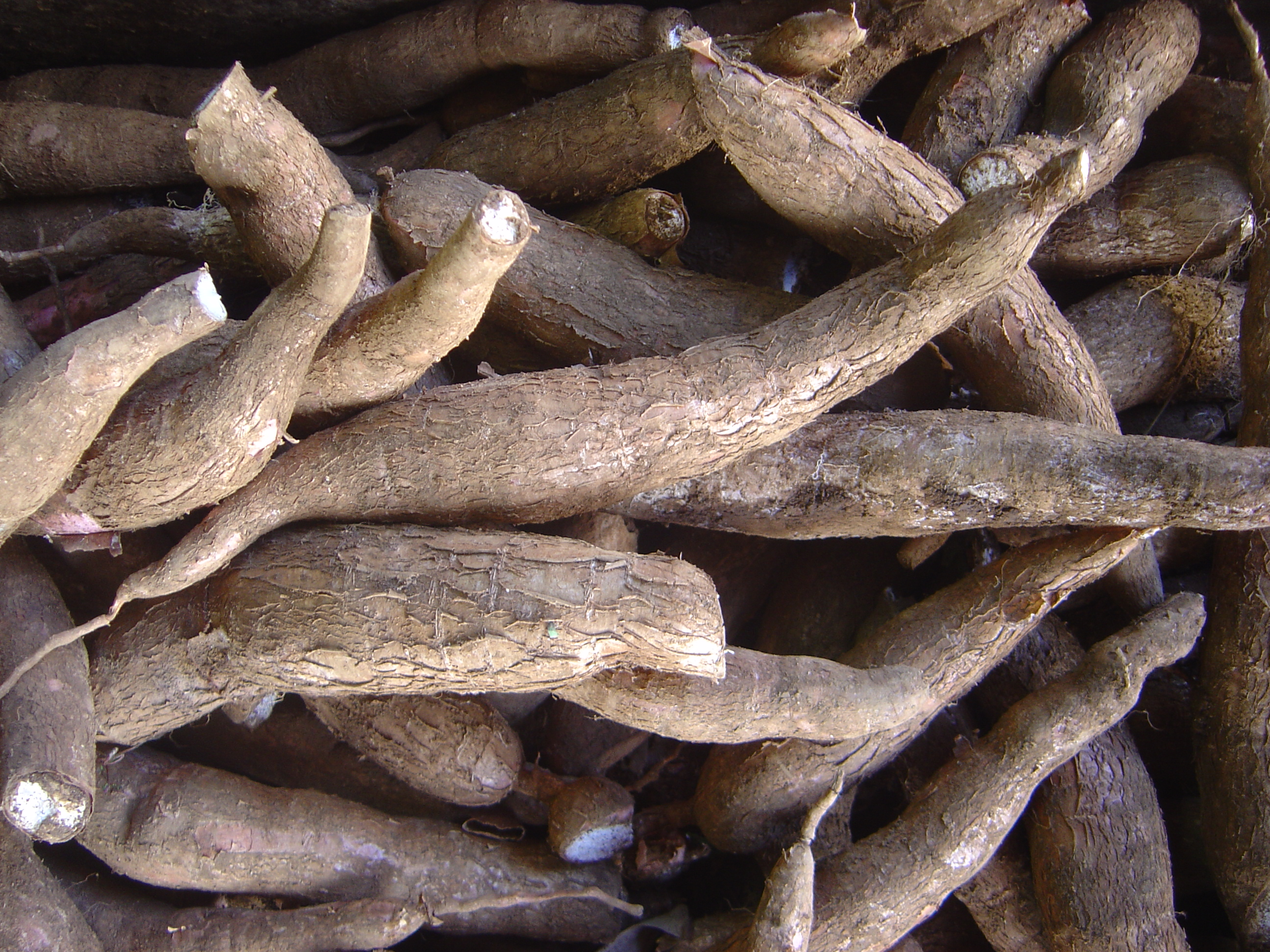
Гуарани культивировали, помимо других культур, маниок

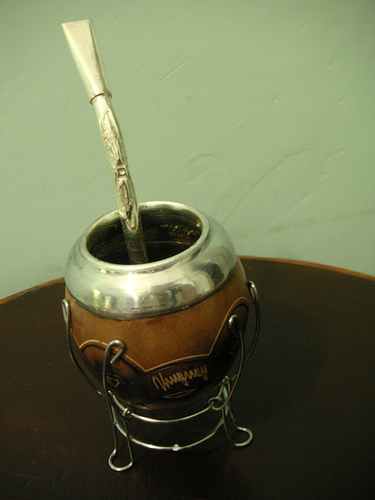
Мате происходит от гуарани

На территории Аргентинской Месопотамии относительно недавно поселились представители народа гуарани, происходящие из Амазонии, относящиеся к языковой семье тупи-гуарани.
Их военная стратегия основывалась на системе массовых атак. 
В XV в. н. э. в обществе гуарани произошли изменения. 

### Культуры Гран-Чако
На севере Гран-Чако возникли 5 культур, представлявших различные языковые группы: «гуайкуру», «матако-мака», тупи-гуарани, арауак и луле-вилела.
Культура Гуайкуру — к ней относятся народы комлек или тобас (es:qom’lek), пилага (es:pilagá), мокови (es:mocoví) и абипоны. 
Культура Матако-Мака 
Многие из упомянутых культур сохраняют воспоминания о большой катастрофе, которую вызвало падение дождя гигантских метеоритов в XXXVIII веке до н. э. на территории Кампо-дель-Сьело (название местности на языке комлек: Piguen nonraltá или Pinguen N’onaxa).

### Культуры Пампы и Патагонии
В зоне пампы и Патагонии более других известны народы хет (es:het, «древние жители пампы» или «керанди»), теуэльче (цонек), а также главным образом арауканы, которые появились в регионе всего несколько столетий назад, однако контролируют север Патагонии с конца XIX века (см. Арауканизация). Антропологические исследования групп охотников и собирателей, которые традиционно считаются более примитивными, чем сельскохозяйственные общества, выявили довольно развитый символизм у таких народов, как селькнамы, ауш (es:aush), яганы, алакалуфе (кавескар), проживающие на Огненной Земле.